# Jednostki Wojska Polskiego imienia Tadeusza Kościuszki

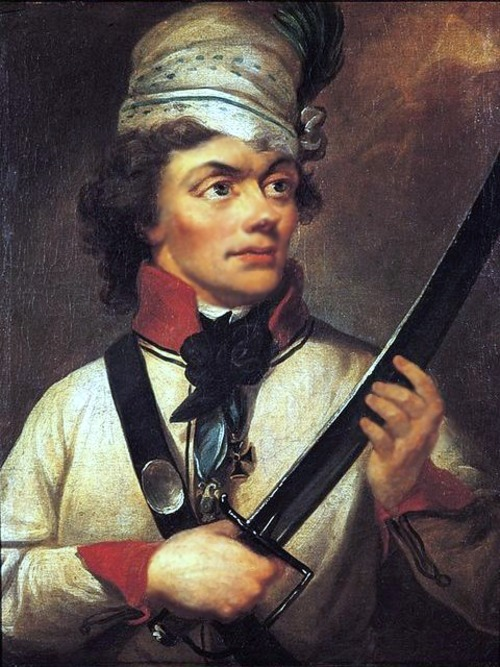
Tadeusz Kościuszko

Jednostki Wojska Polskiego imienia Tadeusza Kościuszki.
- 1 Batalion Saperów im. Tadeusza Kościuszki – powstał 11 listopada 1918 w Warszawie; wcielony w 1921 do 3 Pułku Saperów
- 1 Brzeska Brygada Saperów im. Tadeusza Kościuszki - w Brzegu
- 1 Modliński Batalion Saperów im. Tadeusza Kościuszki
- 1 Pułk Saperów Legionów im. Tadeusza Kościuszki
- 1 Warszawska Brygada Pancerna im. Tadeusza Kościuszki - w Wesołej; wchodzi w skład 1 WDZ
- 1 Warszawska Dywizja Piechoty im. Tadeusza Kościuszki (1943-1955)
- 1 Warszawska Dywizja Zmechanizowana im. Tadeusza Kościuszki (1955-2011)
- 303 Dywizjon Myśliwski "Warszawski im. Tadeusza Kościuszki"
- 7 Eskadra Myśliwska im. Tadeusza Kościuszki
- 82 Syberyjski Pułk Strzelców im. Tadeusza Kościuszki
- Brygada AL im. Tadeusza Kościuszki

a także:
- Oficerska Szkoła Wojsk Zmechanizowanych im. Tadeusza Kościuszki we Wrocławiu (1962-1967)
- Wyższa Szkoła Oficerska Wojsk Zmechanizowanych im. Tadeusza Kościuszki we Wrocławiu (1967-1994)
- Wyższa Szkoła Oficerska im. Tadeusza Kościuszki we Wrocławiu (1994-2002)
- Wyższa Szkoła Oficerska Wojsk Lądowych im. Tadeusza Kościuszki we Wrocławiu (2002-2017; imię nadano w 2003)
- Akademia Wojsk Lądowych im. gen. Tadeusza Kościuszki we Wrocławiu (2017-nadal)

## Galeria

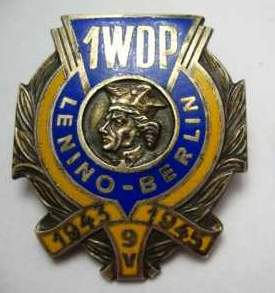
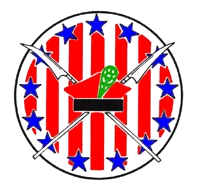
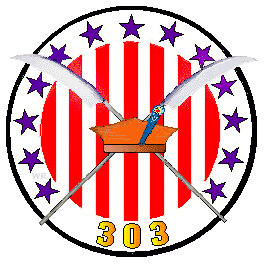
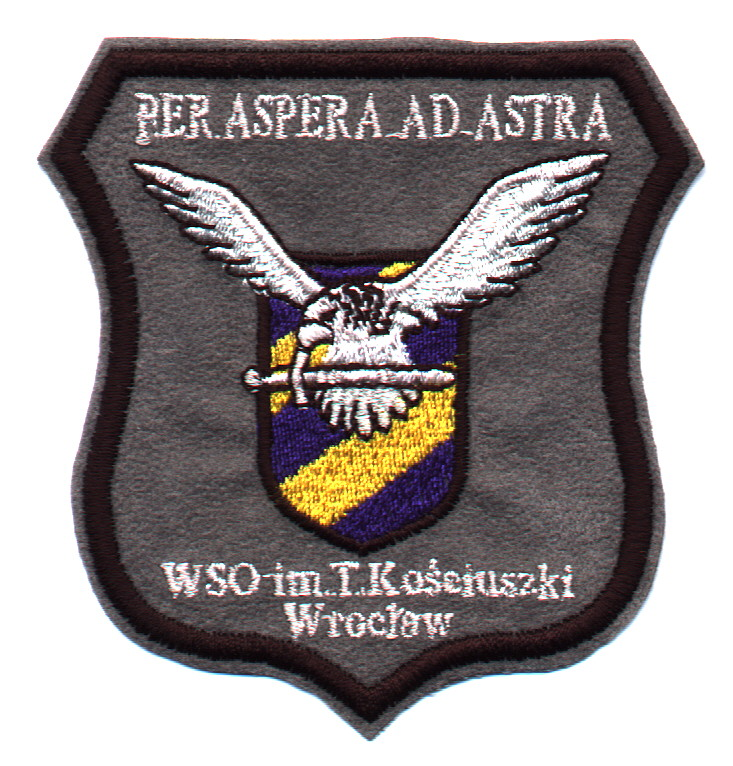
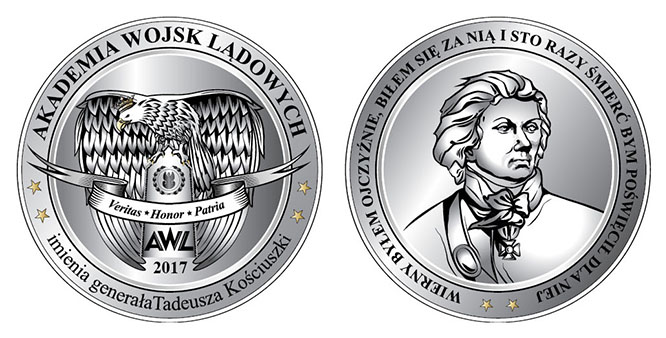
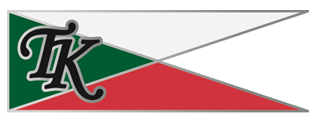